# Partido Demócrata (Argentinien)
Die Partido Demócrata (Demokratische Partei, PD) ist eine argentinische politische Partei, die zwischen 1931 und 1955 existierte und 2019 wieder gegründet wurde. Sie gilt als konservativ. 

## Gliederung
Sie setzt sich aus sieben Regionalparteien zusammen, die zuvor bestanden hatten: Demokratische Partei von Buenos Aires, Demokratische Partei der Bundeshauptstadt, Demokratische Partei des Chaco, Demokratische Partei von Córdoba, Demokratische Partei von Mendoza, Demokratische Partei von San Luis und Demokratische Partei von Santa Fe. 

## Geschichte
Die Partei wurde 1931 als Nationale Demokratische Partei (spanisch: Partido Demócrata Nacional, PDN) gegründet und war im Allgemeinen einfach als Konservative Partei (spanisch: Partido Conservador) bekannt. Sie gilt als Nachfolgerin der Partido Autonomista Nacional (PAN), die 1916 aufgelöst wurde. 
Nach der „Revolución Libertadora“ (1955–1958), dem Militäraufstand, der Juan Perón stürzte, zersplitterte die PDN in verschiedene Parteien wie die Konservative Volkspartei (Partido Conservador Popular, PCP) und die Demokratische Partei. 
2019 erfolgte eine Neugründung. Die Partei schloss sich unmittelbar dem konservativen bzw. rechts-liberalen Bündnis Juntos por el Cambio des amtierenden Präsidenten Mauricio Macri an und unterstütze diese Allianz bei der Präsidentschaftswahl 2019. 2022 übernahm Victoria Villarruel den Vorsitz der Demokratischen Partei. Die Partei unterstützte das bei der Präsidentschaftswahl 2023 siegreiche Wahlbündnis La Libertad Avanza von Javier Milei mit Villarruel als Vizepräsidentschaftskandidatin. 